# 赤血球大小不同
赤血球大小不同（せっけっきゅうだいしょうふどう、英: anisocytosis）は、患者の赤血球が同一の容積を示さないことを意味する医学用語。赤血球大小不同症とも呼ばれる。赤血球大小不同は貧血やその他の血液疾患において認められる。発達した白血球、凝集した赤血球、赤血球の破片、巨大血小板、血小板の集塊が原因となり誤診されることがある。